# Retal Industries
Retal Industries («Ретал») — транснациональная компания, занимающаяся выпуском преформ, ПЭТФ и других изделий из пластмасс

## История
Как торговая компания «Ретал» была основана в 1994 году, в конце 1990-х — начале 2000-х годов в результате строительства собственных предприятий и приобретения активов конкурентов компания стала крупным игроком рынка преформ — заготовок для пластиковых бутылок из ПЭТФ. В 2005 году компания слилась с литовской группой Nemuno Banga, контролируемой Яковом Голдовским и была переименована в «NB Retal», однако через полгода Голдовский вышел из этого бизнеса.
В середине 2000-х компания расширила деятельность на страны Европы, где ею был куплен и построен ряд заводов по выпуску преформ. В 2007 году Анатолий Мартынов купил Ретал и возглавляет компанию с этого времени.

## Деятельность
Компании принадлежит 13 заводов по выпуску преформ в России, на Украине, в Литве, Болгарии, Италии и Франции с общим выпуском около 10 млрд штук в год; завод ПЭТФ в Клайпеде и ряд менее значимых активов.
Выручка компании в 2007 году по предварительным данным превысила 1 млрд долларов. Около трех четвертей продаж преформ приходится на страны СНГ и Балтии (в том числе 40 % на Россию).
После смены владельца в 2007 году информация на Википедии не отображается.